# Haakon V da Noruega
Haakon V (10 de abril de 1270 – 8 de maio de 1319), também chamado de Haakon Magnusson, foi o Rei da Noruega de 1299 até sua morte. Era o segundo filho do rei Érico II e sua esposa Ingeborg da Dinamarca.
Foi nomeado duque pelo pai em 1273. Ante a falta de filhos varões de seu irmão mais velho, o rei Érico II, Haakon se converteu no herdeiro do trono, e finalmente em rei, em 1 de novembro de 1299.
Levou uma ativa política externa. Em 1299 se casou com Eufemia de Arnstein, uma nobre alemã. Através da rainha a corte a Noruega teve contato com a vida cultural do continente.
No início de seu reinado, deu prosseguimento à guerra contra a Dinamarca, empreendida por seu irmão, mas em 1309 concluiu um tratado de paz com esse país. Nesse tempo manteve boas relações com Magno I da Suécia, e comprometeu a sua filha Ingeborg Håkonsdotter com o filho daquele, o príncipe Érico Magnusson.
Envolveu-se na guerra civil sueca, na qual os filhos de Magno I, Brigério, Érico de Sudermânia e Valdemar Magnusson da Finlândia disputavam o poder. Haakon inicialmente apoiou a seu futuro genro Érico em 1304. Com o tempo, as relações com o Érico derivaram em inimizade e por conseguinte em uma guerra, que só terminou quando o príncipe sueco se casou com o Ingeborga em 1312.
Haakon tentou melhorar os sistemas de defesa do reino, e construiu as fortalezas do Akershus, Vardøhus e Bohus. Em seu tempo se deu a mudança da capital da Noruega do Bergen para a cidade de Oslo, lugar onde residiu o monarca a maior parte do tempo.
Era um cristão devoto que realizou várias ações a favor da religião. Ordenou a construção de albergues destinados a alojar peregrinos que se dirigiam a Nidaros, estimulou as missões, e outorgou generosas doações. Diz-se que era justo e considerado com seus súditos, e que levava uma vida singela. A sua morte, acontecida em 1319, correram-se rumores a respeito de supostos milagres, o que provocou que fosse venerado como santo em Oslo. Foi sepultado na Igreja de Santa Maria de Oslo (construída sob suas ordens, hoje destruída), e nesse templo existiu um altar dedicado a sua memória e veneração. Seu culto se estendeu a outras regiões do país e inclusive a Dinamarca. Embora nunca tenha existido uma canonização, o Papa Leão X reconheceu seu culto em 1520, mas este terminaria abruptamente com a reforma protestante em 1537.
Sua morte representou o fim do ramo masculino da Dinastia Cabelo Belo, que reinava na Noruega desde 872. Foi sucedido pelo neto Magno II, que uniu sob si as coroas da Suécia e da Noruega.
No curso de umas escavações nas ruínas da Igreja da Santa Maria se encontraram os restos de um casal de pessoas, que conforme se presumiu, eram os reis Haakon e Eufêmia. Os restos foram transladados e então sepultados no Castelo do Akershus.